# Solenopsis diplorhoptrum
Solenopsis diplorhoptrum é uma espécie de formiga do gênero Solenopsis, pertencente à subfamília Myrmicinae.